# Athens (Ohio)
Athens város az USA Ohio államában. Lakosainak száma 23 849 fő (2020. április 1.).

## Népesség
A település népességének változása:
| Lakosok száma | 21 342 | 23 832 | 23 849 |
|               | 2000   | 2010   | 2020   |